# 吉田源八

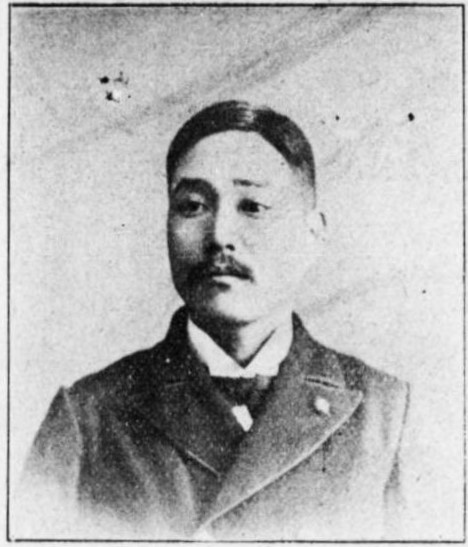
吉田源八

吉田 源八（よしだ げんはち、1867年12月18日（慶應3年11月23日）- 1926年（大正15年）12月18日）は、明治から大正期の農業経営者、政治家。衆議院議員。

## 経歴
常陸国信太郡大形村（新治県信太郡大形村、茨城県信太郡大形村、君原村、稲敷郡君原村大形を経て現阿見町大形）で、吉田倉之助の息子として生まれた。英学、漢学、数学を修め、慶應義塾で学んだ。
農業を営む。山林を開鑿して桑園を造成し、蚕業の振興に尽力した。国光石油取締役社長を務めた。
政界では、稲敷郡会議員、同議長に在任。1899年（明治32年）茨城県会議員に選出され1903年（明治36年）まで在任。岡野寛の死去に伴い1900年（明治33年）3月に実施された第6回衆議院議員総選挙補欠選挙（茨城県第6区）で初当選。以後、第8回総選挙まで再選され、衆議院議員に連続3期在任した。

## 国政選挙歴
- 第6回衆議院議員総選挙補欠選挙（茨城県第6区、1900年3月）当選[5]
- 第7回衆議院議員総選挙（茨城県郡部、1902年8月、憲政本党）当選[7]
- 第8回衆議院議員総選挙（茨城県郡部、1903年3月、憲政本党）当選[1][7]